# 郗元洪
郗元洪（1493年—？），字文範，山西太原府平定州人，民籍，明朝政治人物。

## 生平
正德十四年（1519年）己卯科山西鄉試第五十九名舉人，十六年（1521年）中式辛巳科會試第三百十五名，二甲第九十名進士。授主事，嘉靖六年（1527年）九月改授云南道监察御史，七年（1528年）三月因举荐致仕吏部尚书罗钦顺等人，以徇私会举，降调外任。历登州府同知，升河南按察司佥事，十四年（1535年）二月升陕西布政使司参议。

## 家族
曾祖郗信，曾任照磨；祖父郗珙，曾任知州；父郗夔，曾任給事中。母王氏。慈侍下。兄郗元深（知州），弟郗元清（典膳）、郗元澈。